# Maculonaclia dentata
Maculonaclia dentata är en fjärilsart som beskrevs av Griveaud 1964. Maculonaclia dentata ingår i släktet Maculonaclia och familjen björnspinnare. Inga underarter finns listade i Catalogue of Life.